# Linnae Harper
Linnae Chanel Harper (Chicago, 31 gennaio 1995) è una cestista statunitense, professionista nella WNBA.

## Carriera
Con gli Stati Uniti ha disputato i Giochi panamericani di Toronto 2015.